# コールセンターの恋人
『コールセンターの恋人』（コールセンターのこいびと）は、2009年7月3日から9月11日まで毎週金曜日21:00 - 21:54に、ABCとテレビ朝日の共同制作により、テレビ朝日系列で放送された日本のテレビドラマ。主演は小泉孝太郎。
本作は、『4姉妹探偵団』以来のABCとテレビ朝日共同制作の連続ドラマ作品であり、朝日放送・テレビ朝日金曜9時枠の連続ドラマとしては『ギラギラ』以来の現代劇として製作された。

## ストーリー
通販番組の商品企画を手がけるサラリーマンの渉がひょんなことからショッピングナビゲーターのアイスに嫌われ、千葉にあるコールセンターに左遷される。そこにはクレーム処理のスペシャリストで負けん気が強い響子をはじめとする個性的な面々がいた。渉が響子らと共に幾多の困難や苦境を持ち前のパワーで乗り越えながら、様々な人間模様を描いていく。

## キャスト

### 花形商事テレビ通販部コールセンター
都倉 渉
演 - 小泉孝太郎
本作の主人公。本社の商品企画部に勤め、そこそこの暮らしに満足していたが、ひょんなことからアイスに嫌われ、千葉の勝浦にあるコールセンターに飛ばされてしまう。コールセンター・副センター長。携帯電話やコンビニが手放せない都会派サラリーマン。台風や雷が大の苦手。静香と交際していたが、遠距離恋愛によりだんだんとすれ違い、一方的に別れを告げられてしまう。姿を消した響子の仕事ぶりをもっと知ってもらうために、川辺の助言でブログを開設。1年後にこのブログをまとめた著書「クレームの女王」を出版し、たちまちベストセラーとなる。そして出演した『徹子の部屋』の生本番中、響子に帰ってきてほしいと訴える。会社のイメージアップとなった功績が認められ、アイスが人事にかけあって本社に戻れる事になったが、コールセンターでの仕事を通して生きがいを見つけたと、その異動を断った。
青山 響子
演 - ミムラ（幼少期：畠山彩奈）
「クレームの女王」の異名を持つ、クレーム処理のスペシャリスト。通称アオキョー。電話を通してクレーム相手と心を通わすことができるが、クールな性格ゆえに普段の人付き合いは苦手。肩から掛けた黄色い水筒がトレードマーク（水筒は父と全国を放浪していた時に訪れた、商店街の福引きで当てたもの）。『徹子の部屋』が好き。下宿先には着替えや荷物を取りに行く程度にしか戻らず、連日、昼夜問わず泊り込み状態でお客様相談窓口で対応している。母親は小さい頃に亡くなり、クレーマーの父・研太郎と全国を転々としていた。父の逮捕後は施設に預けられ、5年前からコールセンターで働いている。コールセンター内の人々にも父の事がバレてしまい、これ以上迷惑をかけられないと姿を消す。1年後、昔訪れたラーメン店で父の死を知りショックを受けるが、響子の帰りを待つ渉の言葉に励まされ、コールセンターに戻ってくる。
酒巻 謙一
演 - 松重豊
コールセンター・センター長。渉同様、かつては本社勤務だったが、8年前にコールセンターに飛ばされた。単身赴任中に妻が男を作って出て行ってしまったため、現在はバツイチ。センターの責任者であるが、いざという時は頼りにならない。
宇野 勉
演 - 安田顕
コールセンター・お客様相談窓口。下町にも詳しい東京オタクだが、実際に行ったことは一度もなく、死ぬまでに東京タワーに上るのが夢だったが、渉が『徹子の部屋』に出演する際、念願の東京行きが実現した。
八田 ゆみえ
演 - 中島ひろ子
コールセンター・お客様相談窓口。主婦のクレームを主婦の身になって解決する。夫を亡くし、女手一つで3人の子供を育てている。
上原 千夏
演 - 山崎野々華
コールセンター・お客様相談窓口。褒め上手で甘え上手なクレーム処理係。元・キャバクラ嬢で、中野の店ではNo.2だった。
近藤 渚
演 - 滝沢沙織
コールセンター受注係。東京に対する憧れが強く、酒巻らが東京に会議などで出向く際、一緒に行きたがる。
大村 ミサキ
演 - 真下玲奈
小松 なみ
演 - 福井仁美
中谷 あさり
演 - 愛未
コールセンター受注係。
川辺 勇次郎
演 - 若林豪
コールセンター・お客様相談窓口。人生相談の達人。渋い声で相手を魅了する。元警察官で18年前に響子の父・研太郎を逮捕した。定年退職後、コールセンターで働いている。

### 花形商事本社
奥村 静香
演 - 樋場早紀
本社秘書課勤務。渉の恋人だったが、遠距離恋愛になってからは三上と交際を始め、渉に別れを告げる。
三上 慶太
演 - 中林大樹
本社メディア物販部・商品企画部勤務。
金原 舞 / 白井 萌
演 - えれな / はねゆり
HANAGATAテレビショッピングのバックダンサー「HANAGATAガールズ」。
明石 涼介
演 - 石井康太（やるせなす）
HANAGATAテレビショッピングアシスタント。
中島 栄作
演 - 柴俊夫
本社メディア物販部・局長。
南極 アイス
演 - 名取裕子
カリスマ・ショッピングナビゲーター。芸名の由来は「南極でもアイスを売ってみせる」と自負していることから。16年前に紹介した多機能懐中電灯・ヒカルくん3号を大ヒットさせたことがキッカケで大出世した。本番中、スイッチが入ると余計なことまで喋ってしまい、クレーム処理でコールセンターの人々を悩ませる。社内で絶大な発言権を持っており、重役でさえ逆らえない。渉をコールセンターに飛ばした張本人であり、響子のことも敵視している。しかし、中華料理店・福龍門で鉢合わせするまでは、一度も響子の姿を見たことがなかった。

### ゲスト
複数話登場の場合は括弧（）内に表記

#### 1st call「TV通販の光と影…涙の高枝バサミ」
柳 幸一
演 - 小倉久寛
小さな印刷所を経営していたが、徳栄銀行から融資を断られ倒産し、南の家に立てこもる。
南
演 - 樋渡真司
徳栄銀行支店長。融資を断られた恨みから柳に人質にされる。
柳 郁子
演 - 上原由恵
柳の妻。印刷所の倒産後、家を出ている。
黒柳徹子
演 - 本人（特別出演）（Last）
著書『コールセンターの女王』がベストセラーとなり、渉が『徹子の部屋』にゲスト出演。なお、実際の『徹子の部屋』は事前収録だが、本編の『徹子の部屋』は生放送という設定になっている。
アナウンサー
演 - 勝田和宏（テレビ朝日アナウンサー）

#### 2nd call「大人気! ワケありタラコに(秘)ワケあり」
大屋 タエ
演 - 花原照子（Last）
響子の下宿先でもある「なんでも屋」店主。響子がコールセンターから姿を消した時は、彼女から預かった5年間のクレームを綴ったノートを渉に手渡す。
北野 初江
演 - 尾高杏奈
北野の娘で高校生。コールセンターへのクレームは当初アイスに対するものだったが、その後ワケありチョコレートで腹痛になったと訴える。そのクレームには、ある事情が関係している。
北野 勝
演 - 杉田吉平
初江の父親でワケありタラコを卸している北野水産社長。
北野 瑞江
演 - 阿南敦子
勝の妻で初江の母親。
北野水産の従業員
演 - 赤屋板明、種畑昌志

#### 3rd call「母失踪! 助け呼ぶ電話の声」
村松 妙子
演 - 倍賞美津子
16年前に購入した多機能懐中電灯・ヒカルくん3号が点かないと電話してくる。これまでにもHANAGATAテレビショッピングで注文とキャンセルを繰り返していた。認知症の症状がある。
村松 良美
演 - 舟木幸
妙子の娘。妙子の後を継ぎ、夫と酒屋を営んでいる。
村松 浩介
演 - 金山一彦
良美の夫。
赤道 カイロ
演 - 尾形沙耶香（8th）
ナビゲーターの若返りを図り、中島が起用したショッピングナビゲーター。実は中島が付き合っている赤坂のホステス・みずえ。

#### 4th call「死んだ夫が現れる 妻の涙のミステリー」
渋谷
演 - 辻修
コールセンターに電話した男性客。響子にウルトラ多機能デジタルカメラ「プロ気分」の不具合の原因を伝える。
八田 洋
演 - 清水優哉（5th・Last）
ゆみえの長男。
八田 久美 / 八田 美久
演 - 田中愛美 / 田中美玲（5th・Last）
ゆみえの双子の娘たち。

#### 5th call「美容VS通販! 炎の女帝対決」
目黒 百合子
演 - 東ちづる
HANAGATAテレビショッピングのコメンテーターを務めるアンチエイジング専門のカリスマ美容形成外科医。「ハワイ島の湧き水」の配送状態とそのクレームに対する響子の対応に腹を立て、ブログに批判記事を投稿する。
木下 順平
演 - 山崎樹範
「ハワイ島の湧き水」の配送を行う神名運輸の新米運転手。渉の大学時代の同級生。渉と一緒に百合子のところへ謝罪しに行く。

#### 6th call「やせる殺人DVD 踊る女のミステリー」
ハンス
演 - ニコラス・ペタス
ダイエットDVD「ハンスの究極ダイエット」を制作し、出演するデンマーク人のインストラクター。健康な体作りを願っていて、DVDの内容は飯沼の誤訳もあり、本来はダイエット目的ではなかった。
飯沼 譲二
演 - 近藤芳正
ダイエットDVDのブローカー兼通訳。DVDのデンマーク語を適当に訳していた。
原口 真理
演 - ギャル曽根
「ヤマちゃん」の常連客である専門学生。思いを寄せる山本に振り向いてもらう為に、ハンスのダイエットDVDを購入。過去にもダイエット関連の商品を度々、購入している。
山本 一平
演 - 小林且弥
定食屋「ヤマちゃん」の主人。店の常連である真理が、美味しそうに食べてくれる姿に喜びを感じている。
ヤマちゃんの店員
演 - 加島潤
ヤマちゃんの常連客
演 - 友山裕之助
「ハンスの究極ダイエット」の出演者
演 - サヘル・ローズ、ロレナ、エリック、クリス
兵藤
演 - 堀切沙織
野々山
演 - 関綾乃
「ハンスの究極ダイエット」でダイエットに成功した購入者。
グラビアモデル
演 - 小澤めぐみ
常連客が持参したポスターのモデル。

#### 7th call「余命1ヶ月の夫と身重の妻…衝撃告白」
岡村 沙代
演 - 井上和香
正彦の妻で妊娠中。夫と生まれてくる我が子の為に購入した超高性能デジタルビデオカメラ「思い出残しま専科」の返品を拒否する。
岡村 正彦
演 - 保阪尚希
沙代の夫。難病を抱え、手術を控えている。沙代が購入した「思い出残しま専科」を返品するとコールセンターに連絡する。
本田
演 - 川崎麻世
美容液「クリア肌姫」を販売する美容会社の社長。女性の商談相手には貸切でビルのライトアップを見せて落とすことから、「Mr.ライトアップ」と呼ばれている。
小山 真一
演 - 村上幸平
プロポーズした恋人のヤスコに見せたルッソタワーのライトアップが「思い出残しま専科」に録画されていなかったため、高額の思い出代を請求。
黒岩
演 - 松田賢二
思い出代をたかろうとコールセンターに電話をしてくるが、川辺にクレーム内容の矛盾を突かれ、撃退される。
看護師
演 - 石川美佳
医師
演 - 森富士夫
花形商事の社員
演 - 佐藤哲也、佐々木康吉

#### 8th call「妻よ! ありがとう 届かなかった指輪」
小村 孝次
演 - 金田明夫
美智子の夫。即席めん会社で研究の仕事をしてきたが、営業に部署が異動となってからは仕事も夫婦関係も上手くいかなくなり、アイスのセールストークを信じて「できる男3点セット」を購入。しかし接待ゴルフの席で、ゴルフクラブ「社長さんナイスオン」によるミスショットで取引先との関係がぎくしゃくし、ファッションリング「愛妻リング いつもありがとう」が誤って自宅に配送されたクレームを電話した後、直接コールセンターに怒鳴り込んできた。かつては矢沢永吉に憧れていて、1989年12月20日に行われた矢沢の東京ドームでのライブ当日に美智子にプロポーズした。
小村 美智子
演 - 犬山イヌコ
孝次の妻。「できる男3点セット」を購入した夫の浮気を疑い、カーナビゲーション「部長さんお供します」の使用方法について、コールセンターに電話してくる。
福本 真由美
演 - 青田典子
酒巻の元妻で、5年前に離婚。コールセンターのオペレーター募集を見て、川辺とゆみえに協力を求め、オペレーターの仕事をしながら酒巻を観察した上で、信頼できるようならやり直すことを考えていたが、元夫の本性を目の当たりにし、復縁を取りやめた。

#### 9th call「最終章〜暴力団からの恐怖のクレーム」
大前田 章介
演 - 伊吹吾郎
暴力団・実和興業会長。
西川 慎吾
演 - 両國宏
実和興業構成員。ホワイトアスパラガスの缶詰に髪の毛が入っていたとコールセンターにクレームをつける。
土井
演 - やべきょうすけ
実和興業構成員で西川の弟分。喧嘩っ早くすぐ怒鳴るため、大前田の指示で左右の腕をへし折られた。
実和興業構成員
演 - 戯武尊
松尾 佳子
演 - 片岡富枝
本社総務部勤務。その前はコールセンターに四半世紀いた。
青山 研太郎
演 - 梨本謙次郎（Last）
響子の父。妻の死後、クレームでせびり取った金で生活しながら響子と全国を放浪していた。18年前にサバの缶詰に髪の毛が入っているとコールセンターに怒鳴り込み、クレームをつけたところを逮捕された。出所後は娘に合わせる顔がないと山崎のラーメン店で真面目に働いていたが、5年前に病気で亡くなった（研太郎の遺骨は山崎の厚意により山崎家の墓に納められている）。
うどん屋の店主
演 - 児玉頼信
山下警部
演 - 伊藤正博

#### Last call「最後の超大物クレーマー」
山崎
演 - 大和田獏
ラーメン店の主人。響子が幼い頃、研太郎と来店したことがある。黄色い水筒を見て、響子だと気づく。
山崎 さとみ
演 - 平野由希（幼少期：稲垣鈴夏）
山崎の娘。小さい時に来店した響子と一緒に遊んだことがある。
大平
演 - みのもんた（友情出演）
「福龍門のお取り寄せ天心セット」に入っていたシューマイの数量不足と餃子が上手く焼けないクレームをコールセンターに電話するが、酒巻の対応に激怒する。通信販売のヘビーユーザーでたびたびコールセンターに電話しているらしく、響子に電話を替わるよう渉に伝える。
主婦
演 - 磯野貴理
シューマイの数量不足のクレームをコールセンターに電話した。
『徹子の部屋』のプロデューサー
演 - 石川裕司
『徹子の部屋』のスタッフ
演 - 鈴木舞子、清水理絵

## スタッフ
- 原案 - 山口雅俊（ヒント）
- ナレーション - 森本レオ
- 脚本 - 中園ミホ、大口幸子（ヒント）、福間正浩
- 音楽 - 仲西匡
- 演出 - 片山修（テレビ朝日）、田村直己（テレビ朝日）、木村政和
- 主題歌 - Sonar Pocket「アリガトウ」[4]（ユニバーサルシグマ）
- 劇中曲 - 槇みちる「若いってすばらしい」（ビクター）
  - HANAGATAテレビショッピングのテーマソングとして使用。
- 音楽プロデュース - 志田博英
- 音楽協力 - テレビ朝日ミュージック、エー・ビー・シーメディアコム
- 技術協力 - 東通、タムコ
- ゼネラルプロデューサー - 黒田徹也（テレビ朝日）
- プロデューサー - 奈良井正巳（ABC）、樽井勝弘（テレビ朝日）、壁谷梯之（泉放送制作）
- 企画・脚本・プロデュース協力 - ヒント
- 制作協力 - 泉放送制作
- 制作 - ABC・テレビ朝日

## 放送日程
| 各話                                                           | 放送日        | サブタイトル                         | 脚本              | 演出     | 視聴率 |
| -------------------------------------------------------------- | ------------- | ------------------------------------ | ----------------- | -------- | ------ |
| 1st call                                                       | 2009年7月03日 | TV通販の光と影…涙の高枝バサミ        | 中園ミホ          | 片山修   | 9.3%   |
| 2nd call                                                       | 2009年7月10日 | 大人気! ワケありタラコに(秘)ワケあり | 中園ミホ          | 片山修   | 7.2%   |
| 3rd call                                                       | 2009年7月17日 | 母失踪! 助け呼ぶ電話の声             | 大口幸子          | 田村直己 | 5.6%   |
| 4th call                                                       | 2009年7月31日 | 死んだ夫が現れる 妻の涙のミステリー  | 中園ミホ          | 田村直己 | 7.4%   |
| 5th call                                                       | 2009年8月07日 | 美容VS通販! 炎の女帝対決             | 中園ミホ          | 片山修   | 5.6%   |
| 6th call                                                       | 2009年8月14日 | やせる殺人DVD 踊る女のミステリー     | 大口幸子          | 木村政和 | 4.5%   |
| 7th call                                                       | 2009年8月21日 | 余命1ヶ月の夫と身重の妻…衝撃告白     | 福間正浩          | 田村直己 | 5.6%   |
| 8th call                                                       | 2009年8月28日 | 妻よ! ありがとう 届かなかった指輪    | 大口幸子          | 田村直己 | 4.0%   |
| 9th call                                                       | 2009年9月04日 | 最終章〜暴力団からの恐怖のクレーム   | 中園ミホ 福間正浩 | 片山修   | 6.1%   |
| Last call                                                      | 2009年9月11日 | 最後の超大物クレーマー               | 中園ミホ          | 片山修   | 6.1%   |
| 平均視聴率 6.14%（視聴率はビデオリサーチ調べ、関東地区・世帯） |               |                                      |                   |          |        |

- 2009年7月24日は『世界水泳ローマ2009 シンクロナイズドスイミング』放送のため休止。

## 備考
- 第3話からトヨタ自動車のCMで加藤清史郎演じる“こども店長”が、劇中の「HANAGATAテレビショッピング」に登場し、トヨタ車のアピールポイントを紹介するコラボレーションCMが、ドラマ放送時間限定でオンエアされた。